# Шарбакти (Щербактинський район)
Шарбакти́ (каз. Шарбақты) — село, центр Щербактинського району Павлодарської області Казахстану. Адміністративний центр Шарбактинського сільського округу.
Населення — 8132 особи (2021; 7915 у 2009, 8945 у 1999, 11550 у 1989).
Станом на 1989 рік село мало статус смт і називалось Щербакти.